# .gm
A .gm Gambia internetes legfelső szintű tartomány kódja, melyet 1997-ben hoztak létre.